# Фигурное катание на зимних Олимпийских играх 2006

## Представительство по странам
Всего в Олимпийских играх приняли участие 147 спортсменов (74 мужчины и 73 женщины) из 35 стран (в скобках указано количество фигуристов от страны):
| - Австралия (1) - Австрия (1) - Азербайджан (2) - Армения (2) - Беларусь (1) - Бельгия (1) - Болгария (5) - Венгрия (5) - Великобритания (2) - Германия (5) - Грузия (2) - Израиль (4) - Италия (7) - Канада (13) - Китай (9) - КНДР (4) - Литва (2) - Люксембург (1) | - Польша (4) - Россия (16) - Румыния (2) - Сербия и Черногория (1) - Словения (1) - США (16) - Турция (1) - Узбекистан (3) - Украина (11) - Финляндия (2) - Франция (8) - Хорватия (1) - Чехия (1) - Швейцария (3) - Швеция (1) - Эстония (3) - Япония (6) |

## 13 февраляСоревнования спортивных пар
| Медаль  | Пара                       | Сумма баллов |
| Золото  | Т. Тотьмянина и М. Маринин | 204,48       |
| Серебро | Д. Чжан и Х. Чжан          | 189,73       |
| Бронза  | С. Шэнь и Х. Чжао          | 186,91       |

После короткой программы, которую спортсмены откатали 11 февраля, на первое место в соревнованиях вышла российская пара Татьяна Тотьмянина и Максим Маринин, получив 68.64 балла. Преследовавшие российский дуэт фигуристы из Китая Дань Чжан и Хао Чжан получили почти на четыре балла меньше — 64.72 балла. По результатам жеребьёвки произвольной программы Тотьмяниной и Маринину пришлось кататься предпоследними. Замыкали же программу их главные конкуренты — китайский дуэт Дан Чжан и Хао Чжан. Таким образом, судьба золотой медали решалась в двух последних выступлениях произвольной программы. Российский дуэт откатал свою программу без единой ошибки и получил очень высокую оценку — 135,84 балла. Китайская пара на стартовом отрезке своей программы допустила ошибку — при выполнении элемента четверной сальхов на выбросе неудачно приземляется на лёд партнёрша. Несмотря на болезненное падение, после небольшой паузы дуэт продолжил исполнение программы и в итоге всё же завоевал серебряные награды.

## 16 февраляМужское одиночное катание
| Медаль  | Спортсмен        | Сумма баллов |
| Золото  | Евгений Плющенко | 258,33       |
| Серебро | Стефан Ламбьель  | 231,21       |
| Бронза  | Джеффри Баттл    | 227,59       |

Соревнования мужчин в фигурном катании взяли старт 15 февраля. После короткой программы с явным преимуществом в более чем десять баллов лидировал российский фигурист Евгений Плющенко, промежуточное второе место занимал американский спортсмен Джонни Вейр, далее расположились фигуристы, представляющие Швейцарию и Канаду. На следующий день, в соответствии с жеребьёвкой, произвольную программу российскому фигуристу предстояло представить самым первым из спортсменов, входящих в шестёрку лидеров. Россиянин откатал безупречно и лишь в самом конце допустил маленькую ошибку, исполнив прыжок не в три, а в два оборота. В результате Плющенко получил 167,67 балла за произвольную программу, а его сумма составила 258,33 балла, что стало на тот момент его личным и мировым рекордом. Данные баллы для конкурентов были недостижимы даже теоретически. В итоге вторым на олимпийском пьедестале расположился швейцарец Стефан Ламбьель, третьим — представитель Канады Джеффри Баттл. Таким образом, Плющенко сумел поддержать славную традицию отечественной школы мужского фигурного катания — российские одиночники выиграли четвёртую Олимпиаду подряд.

## 20 февраляТанцы на льду
| Медаль  | Пара                             | Сумма баллов |
| Золото  | Татьяна Навка и Роман Костомаров | 200,64       |
| Серебро | Танит Белбин и Бенжамин Агосто   | 196,06       |
| Бронза  | Елена Грушина и Руслан Гончаров  | 195,85       |

## 23 февраляЖенское одиночное катание
| Медаль  | Участница       | Сумма баллов |
| Золото  | Сидзука Аракава | 191,34       |
| Серебро | Саша Коэн       | 183,36       |
| Бронза  | Ирина Слуцкая   | 181,44       |

Главными фаворитами перед Играми считались россиянка Ирина Слуцкая, несправедливо по мнению многих, получившая серебро на Играх-2002 года, с блеском выигравшая последний чемпионат мира, и американка Саша Коэн. После короткой программы лидерство захватила Саша Коэн. Всего в  0.03 балла от неё находилась Ирина Слуцкая, в 1.5 баллах позади от Ирины была японка Аракава, выигравшая чемпионат мира 2004 года. Немногие в короткой программе шли на риск и выполняли каскад 3-3, лидирующая тройка ограничилась каскадом тройной лутц - двойной тулуп, одни из немногих, кто попытались всё-таки сделать этот элемент  - сильные фигуристки Мики Андо и Каролина Костнер не справились с риском и потеряли шансы на медали. В произвольной программе Андо решила рискнуть ещё сильнее - она попыталась выполнить четверной сальхов, но также попытка была неудачной и вмешаться в битву за медали ей не удалось. Первой из лидирующий тройки на лед произвольную программу вышла катать Сидзука Аракава, откатала она её великолепно, за сезон впервые безошибочно выполнив, в том числе,  два каскада три-три. Судьи на оценки не поскупились, они были крайне высоки - Аракава получила самые высокие баллы в произвольной программе за всю свою жизнь и вышла в лидеры. Следом на лед вышла Коэн, и за первую минуту она дважды сорвала тройной лутц (один раз отчетливо упав, а в другой раз приземлившись на четыре точки), таким образом исключив даже малейший шанс на борьбу с японкой. Однако остальные три с половиной минуты были потрясающе - Коэн каталась вдохновенно, не совершив ни единой помарки, и прекрасно показывая все необходимые компоненты программы, словно забыв о том, что было совершенов начале проката. Судьи это отметили, и также были довольно снисходительны, даже с учётом двух грубых ошибок Коэн получила неплохие баллы, и легко заняла текущее второе место.И вот самой последней, как и четыре года назад, 24-й на лед была приглашена Ирина.Отметим, что россиянка изначально находилась в проигрышном положении - её заявка на произвольную программу была самой слабой из лидирующей группы (у неё не было в заявке ни одного каскада 3-3). Спасти Ирину могло безошибочное исполнение и раскованное выступление. Однако сначала Ирина вместо тройного флипа исполняет двойной, а затем и вовсе падает в конце программы с любимого прыжка - тройного риттбергера. Таким образом, исполненного Ирине хватает только для бронзовой медали.

## Факты
- В соревнованиях по фигурному катанию на XX зимних Олимпийских Играх принимали фигуристы из Европы, Северной Америки, Азии и Австралии с Океанией.
- В соревнованиях по фигурному катанию на XX зимних Олимпийских Играх приняло участие рекордное количество спортсменов 147 фигуристов.
- Самой молодой фигуристкой на Олимпиаде-2006 была Элене Гедеванишвили из Грузии выступающая как одиночница, ей было на тот момент всего 16 лет и 46 дней.
- Самым старшим фигуристом на Олимпиаде-2006 был Повилас Ванагас из Литвы, выступающий в танцевальной паре с Маргаритой Дробязко, ему было 35 лет и 210 дней.
- Немногочисленные спортивные делегации Азербайджана и Люксембурга на XX зимних Олимпийских Играх состояли только из фигуристов.
- Более половины немногочисленных спортивных делегаций из Грузии, Израиля, КНДР и Узбекистана на XX зимних Олимпийских Играх состояли из фигуристов.
- Немногочисленная спортивная делегация Армении на XX зимних Олимпийских Играх на треть состояла из фигуристов.
- Это были пятые по счёту зимние Олимпийские игры для литовских фигуристов Маргариты Дробязко и Повиласа Ванагаса, что является рекордом.